# Coluber mormon
Coluber mormon este o specie de șerpi din genul Coluber, familia Colubridae, descrisă de Ralph O. Baird și R. Girard în anul 1852. Conform Catalogue of Life specia Coluber mormon nu are subspecii cunoscute.

## Galerie

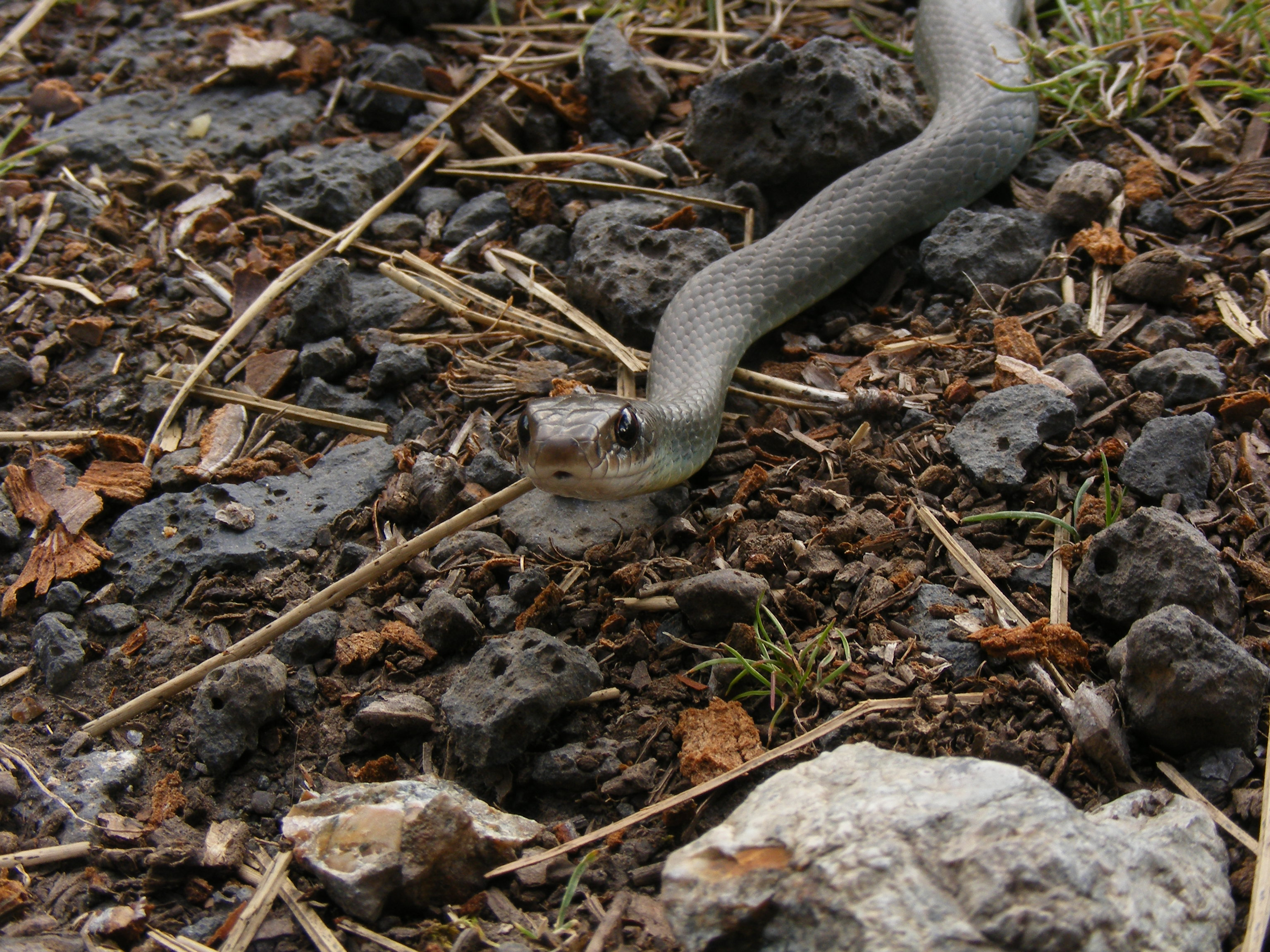
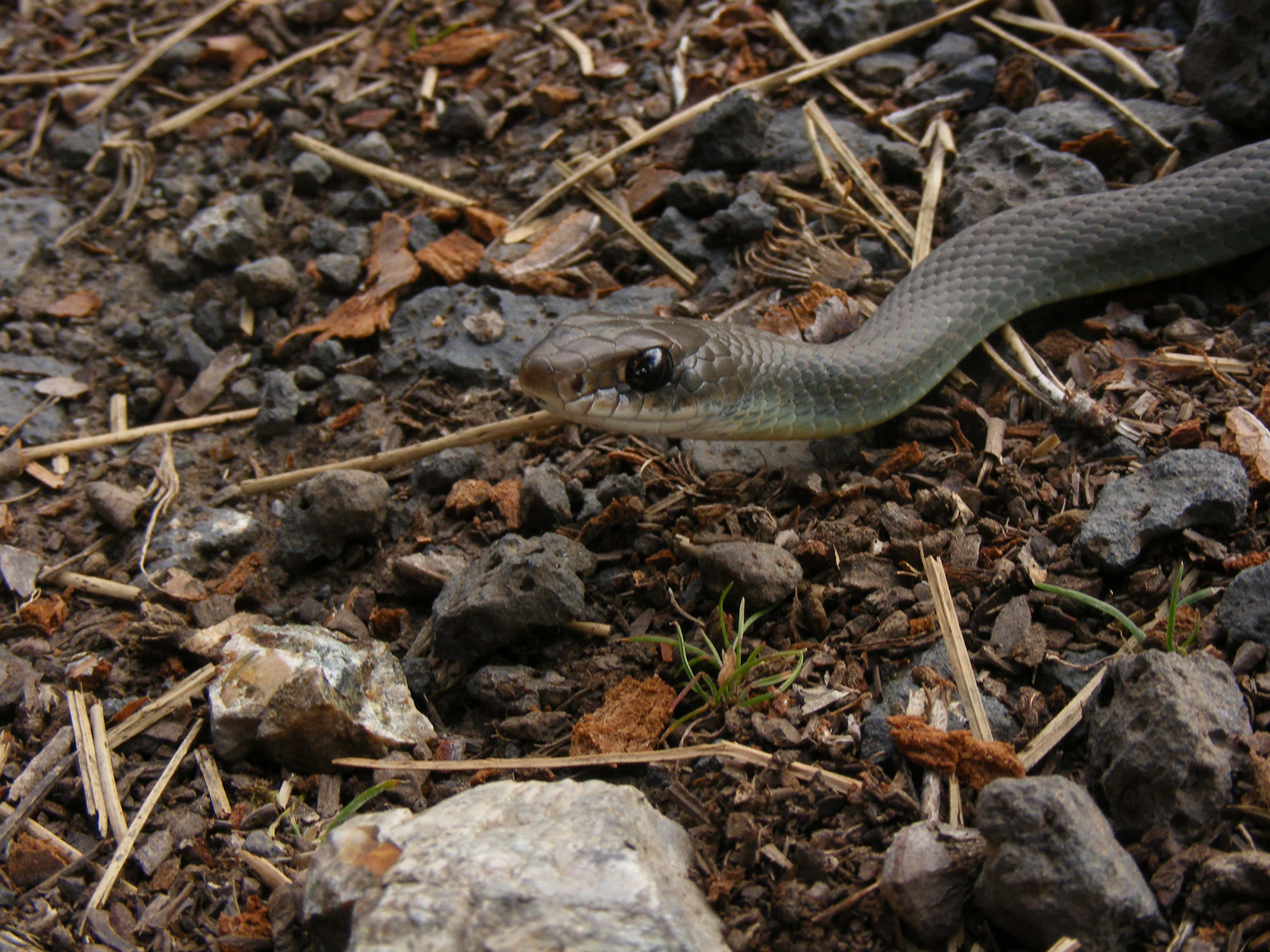